# Togarmadillo monocellatus
Togarmadillo monocellatus là một loài chân đều trong họ Armadillidae. Loài này được Ferrara & Schmalfuss miêu tả khoa học năm 1983.